# Ziapelta
Ziapelta („Štít lidu kmene Zia“) byl rod obrněného ankylosauridního dinosaura, žijícího v období svrchní křídy (souvrství Kirtland, asi před 75 až 72 miliony let) na území současného Nového Mexika v USA.

## Historie a popis

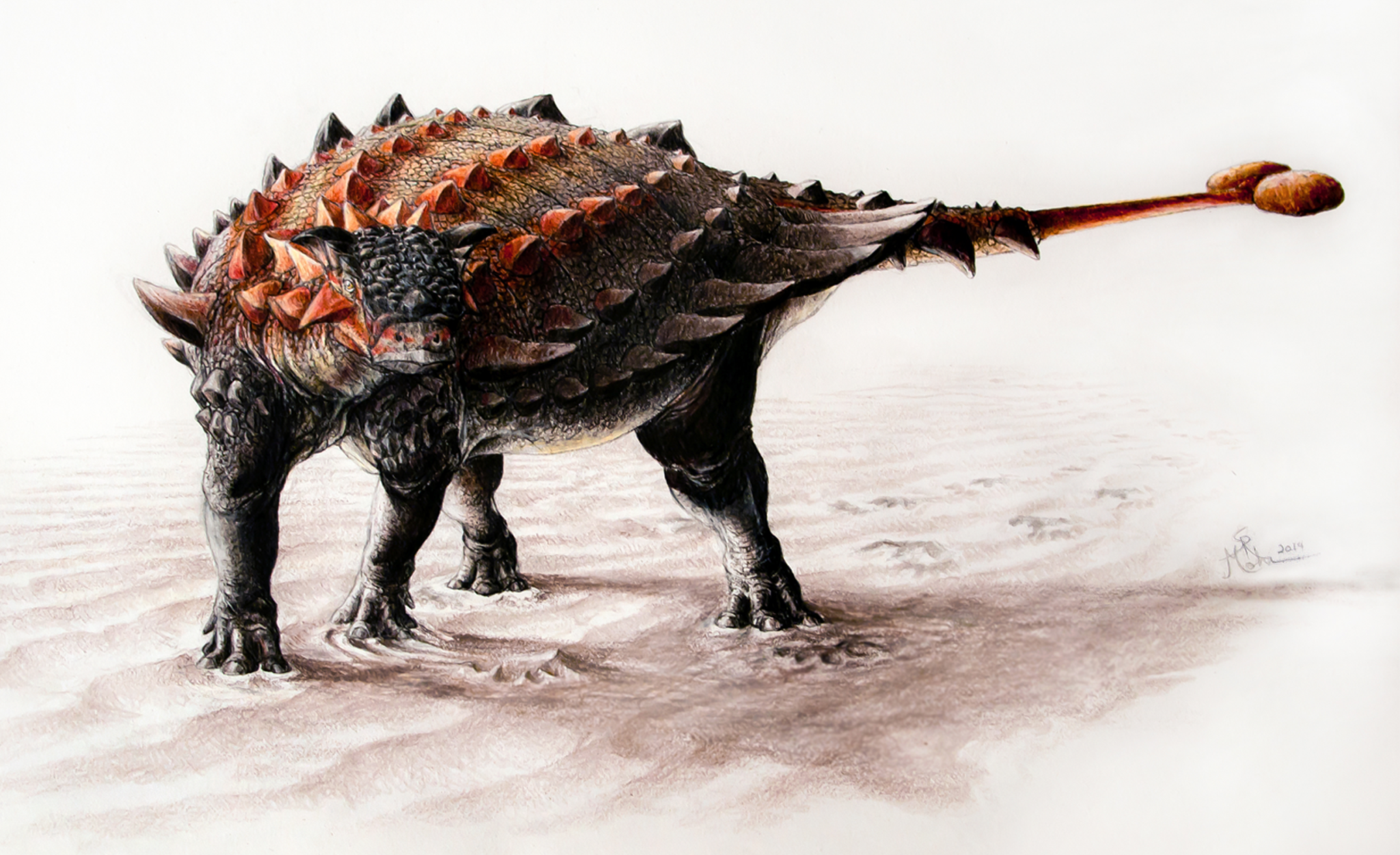
Ziapelta - rekonstrukce vzezření.

Holotyp tohoto dinosaura (kat. ozn. NMMNH P-64484) představuje nekompletní fosilní lebku a části postkraniální kostry, objevené v roce 2011. V roce 2014 dinosaura formálně popsala paleontoložka Victoria Megan Arbourová a její kolegové. Typový a jediný známý druh je Ziapelta sanjuanensis.
Není jisté, zda je holotyp již plně dorostlým jedincem, dospělá délka ziapelty je proto odhadována v rozmezí 4,5 až 6 metrů. Jednalo se tedy o středně velkého ankylosaurida.

## Zařazení
Ziapelta byl rod, spadající do čeledi Ankylosauridae a do podčeledi Ankylosaurinae. Mezi jeho nejbližší příbuzné patřily rody Scolosaurus a Euoplocephalus.